# Dohoda mezi EU a Spojeným královstvím o obchodu a spolupráci
Dohoda mezi EU a Spojeným královstvím o obchodu a spolupráci je dohoda o volném obchodu podepsaná 30. prosince 2020 Evropskou unií (EU), Evropským společenstvím pro atomovou energii (Euratom) a Spojeným královstvím. Provizorně se uplatňovala od 1. ledna 2021, kdy skončilo přechodné období. Formálně vstoupila v platnost 1. května 2021, poté, co byly dokončeny ratifikační procesy na obou stranách: parlament Spojeného království dohodu ratifikoval 30. prosince 2020; Evropský parlament a Rada Evropské unie dohodu ratifikovaly koncem dubna 2021.
Dohoda, která upravuje vztahy mezi EU a Spojeným královstvím po brexitu, byla uzavřena po osmi měsících jednání. Popisuje podmínky volného obchodu se zbožím a vzájemného přístupu na trh se službami, jakož i mechanismy spolupráce v řadě oblastí politiky, přechodná ustanovení o přístupu EU k rybolovu ve Spojeném království a účasti Spojeného království v některých programech EU. Ve srovnání s předchozím statusem Spojeného království jako členského státu EU k 1. lednu 2021 skončilo následující: svoboda pohybu mezi Spojeným královstvím a státy EU; členství Spojeného království v evropském jednotném trhu a celní unii; účast Spojeného království ve většině programů EU; část spolupráce EU a Spojeného království v oblasti vymáhání práva a bezpečnosti, jako je přístup k údajům o trestné činnosti v reálném čase; spolupráce v oblasti obranné a zahraniční politiky; a pravomoc Evropského soudního dvora řešit spory (s výjimkou protokolu o Severním Irsku).
Kromě toho byly přibližně ve stejnou dobu vyjednány, podepsány a ratifikovány další dvě samostatné smlouvy mezi Spojeným královstvím a EU/Euratomem: dohoda o výměně utajovaných informací a další dohoda o spolupráci v oblasti jaderné energie.

## Pozadí
Spojené království se stalo členem Evropských společenství, která se později přeměnila na EU a Euratom, v roce 1973. Od té doby se Spojené království podílelo na tvorbě a podléhalo právu EU, jehož uplatňování řídil Evropský soudní dvůr.
Poté, co se Spojené království v referendu v roce 2016 rozhodlo opustit EU („brexit“), 31. ledna 2020 tak učinilo. Do 31. prosince 2020 platilo přechodné období, ve kterém bylo Spojené království ve většině záležitostí stále považováno za součást EU. Jednání mezi Spojeným královstvím a EU vedla k dohodě o vystoupení Spojeného království z EU. Po skončení přechodného období byla zahájena jednání o dohodě, která by definovala obchodní a další vztahy mezi EU a Spojeným královstvím.

## Vyjednávání
Vláda Spojeného království vedená Borisem Johnsonem chtěla volně obchodovat s EU a zároveň podléhat co nejmenšímu počtu pravidel EU, a zejména ne jurisdikci Evropského soudního dvora. EU trvala na tom, že cenou za přístup Spojeného království na evropský jednotný trh bude dodržování sociálních, ekologických a dalších předpisů a pravidel udělování evropských dotací, aby nedošlo k narušení hospodářské soutěže na jednotném trhu. Dalším hlavním sporným bodem byl rybolov. Součástí brexitu byla britská touha znovu získat plnou kontrolu nad svými vodami. Pobřežní státy EU požadovaly zachování všech nebo většiny rybolovných práv, která jim náležela v rámci společné rybolovné politiky EU.
Obchodní dohoda, vyjednaná pod rostoucím časovým tlakem kvůli konci přechodného období 31. prosince 2020, musela všechny tyto otázky řešit. Formální obchodní jednání, ve kterých Michel Barnier zastupoval EU a David Frost zastupoval Spojené království, začala 31. března 2020. Původně měly být uzavřeny do konce října 2020. Jednání však pokračovala a formálně skončila 24. prosince 2020, kdy bylo po deseti kolech jednání v zásadě dosaženo dohody.

## Podpis a ratifikace

### Podpis
Po schválení Radou Evropské unie 29. prosince podepsali dohodu 30. prosince 2020 jménem EU předseda Evropské rady Charles Michel a předsedkyně Evropské komise Ursula von der Leyen. Dohoda byla poté letecky převezena do Londýna a podepsána za Spojené království premiérem Borisem Johnsonem.

### Ratifikace
Při ratifikaci musely být dodrženy vnitřní postupy Spojeného království a EU/Euratomu. Pro EU to znamenalo rozhodnutí Rady Evropské unie po obdržení souhlasu Evropského parlamentu. V členských státech nebyly zapotřebí žádné vnitrostátní ratifikační postupy. Pro Spojené království je ratifikace královskou výsadou, kterou vykonává vláda. Aby dohoda nabyla účinnosti ve vnitrostátním právu Spojeného království a umožnila vládě dohodu uzavřít, bylo vyžadováno uzákonění zákona o budoucích vztazích s Evropskou unií. Návrh zákona byl předložen v parlamentu 30. prosince 2020. Téhož dne návrh zákona prošel Dolní sněmovnou 521 hlasy proti 73 a byl schválen Sněmovnou lordů.
Dne 4. března 2021 Evropský parlament odložil své rozhodnutí o souhlasu, které bylo plánováno na 25. března. EU obvinila Spojené království z toho, že chce podruhé porušit mezinárodní právo poté, co ministři Spojeného království oznámili jednostranné prodloužení doby odkladu určitých obchodních kontrol z Velké Británie do Severního Irska. Dne 27. dubna dal Evropský parlament souhlas s dohodou po hlasování na plenárním zasedání (660 pro, 5 proti, 32 se zdrželo). Rada Evropské unie dohodu schválila rozhodnutím ze dne 29. dubna.

### Územní platnost
Dohoda se vztahuje na území Spojeného království a EU. Nevztahuje se na Gibraltar, který byl rovněž součástí EU, ale o kterém se vede samostatné jednání mezi Spojeným královstvím, Španělskem a EU. Dohoda se vztahuje na Ostrov Man, Guernsey a Jersey (které k tomu daly svůj souhlas) s ohledem na obchod a rybolov.

## Reakce

### V EU
Předsedkyně Evropské komise Ursula von der Leyenová označila dohodu za „spravedlivou a vyváženou dohodu“, která Evropě umožní „nechat brexit za námi a dívat se do budoucnosti.“ Předseda Evropské rady Charles Michel řekl, že dohoda „plně chrání základní zájmy Evropské unie a vytváří stabilitu a předvídatelnost pro občany a společnost.“ Bývalý irský Taoiseach John Bruton věří, že dohoda poskytla Spojenému království větší suverenitu nad ostrovem Velká Británie, ale tento zisk přichází za cenu ztráty značné váhy britské suverenity nad Severním Irskem.

### Ve Spojeném království
Premiér Boris Johnson řekl, že dohoda umožní Spojenému království „převzít zpět kontrolu nad našimi zákony, hranicemi, penězi, obchodem a rybolovem“ a od základu změní vztah mezi EU a Spojeným královstvím. Vůdce opozice, sir Keir Starmer, řekl, že jeho Labouristická strana dohodu podpoří, protože alternativou by byl brexit „bez dohody“, ale že jeho strana bude v parlamentu usilovat o další ochranu práce a životního prostředí. Přesto se mnozí z jeho strany proti dohodě postavili. Skotská národní strana se postavila proti dohodě kvůli ekonomickým škodám, které by podle ní opuštění jednotného trhu způsobilo Skotsku. Všechny ostatní opoziční strany byly proti dohodě.
Mezi skupinami podporující brexit dohodu podpořili euroskeptičtí konzervativní poslanci Evropské výzkumné skupiny a vůdce Brexit party Nigel Farage, ale Bow Group napsala, že dohoda adekvátně neobnoví suverenitu Spojeného království. Britský rybářský průmysl byl zklamán tím, že dohoda výrazněji neomezila přístup EU do britských vod.
Průzkum YouGov z 29. až 30. prosince 2020 uvedl, že 57 % respondentů si přálo, aby parlament Spojeného království dohodu přijal a 9 % bylo proti. 17 % respondentů považovalo dohodu za dobrou, 21 % za špatnou, 31 % nemělo názor a 31 % si nebylo jistých.